# Равдангийн Даваадалай
Равдангийн Даваадалай (монг. Равдангийн Даваадалай; род. 20 марта 1954, Дарви, Ховд) — монгольский самбист и дзюдоист, бронзовый призёр летних Олимпийских игр 1980 года в Москве. Заслуженный мастер спорта Монголии (1990).

## Карьера
На Олимпиаде 1980 года в Москве Дамдин выступал в лёгкой (до 71 кг) весовой категории. Он победил гвинейца Абдулае Диалло, советского дзюдоиста Тамаза Намгалаури, кубинца Рикардо Туэро, но проиграл будущему победителю этой Олимпиады итальянцу Эцио Гамба. В утешительной схватке с французом Кристианом Дио монгол выиграл бронзовую медаль Олимпиады.